# Tipula semivulpina
Tipula semivulpina är en tvåvingeart som beskrevs av Alexander 1944. Tipula semivulpina ingår i släktet Tipula och familjen storharkrankar.
Artens utbredningsområde är Peru. Inga underarter finns listade i Catalogue of Life.